# Nicolás Flores (kommun)
Nicolás Flores är en kommun i Mexiko.   Den ligger i delstaten Hidalgo, i den sydöstra delen av landet, 150 km norr om huvudstaden Mexico City. Antalet invånare är 6 202. Arean är 393 kvadratkilometer.
Terrängen i Nicolás Flores är bergig norrut, men söderut är den kuperad.
Följande samhällen finns i Nicolás Flores:
- Santa Cruz
- Nicolás Flores
- El Dothu
- Puerto de Piedra
- Castadho
- La Laguna
- Yudho
- El Molino
- Cruz de Piedra
- Segundo Centro
- Las Pilas
- El Aguacate